# فوگنبرگ
فوگنبرگ (به آلمانی: Fügenberg) یک منطقهٔ مسکونی در اتریش است که در شواس واقع شده‌است. فوگنبرگ ۵۸٫۵ کیلومتر مربع مساحت دارد ۶۸۱ متر بالاتر از سطح دریا واقع شده‌است.